# サン・オフィス
株式会社サン・オフィス（英: San Office Inc.）は、俳優の布施博を筆頭にドラマ・舞台俳優、アイドルが所属する芸能事務所。制作にも力をいれており、映画、舞台、テレビ番組、ラジオ番組、月刊誌などの制作もしている。

## 概要
俳優・タレント・アーティストのマネージメントと育成、テレビ&ラジオ番組制作、映画制作、CM制作、舞台制作、キャスティングを行う。
2017年からは、Jリーグに加盟する湘南ベルマーレの公式サポーター・ベルマーレクイーンを毎年輩出している。
テレビ神奈川の番組制作も行っているほか、FM湘南ナパサでも2016年から「湘南トーキング」の制作も行っている。
2021年11月〜、渋谷クロスFMにて、「渋谷トーキング」の制作及びキャスティングも行なっている。
テレビ神奈川にて、ドラマ番組制作も行っており、ジャングルポケット斉藤やNGT48 中井りか主演のドラマなどを意欲的に制作している。
アイドル事業部（CITRUS）にてアイドルの育成に向けて豊富なプログラムも実施している。
東スポとコラボし、元NGT48 荻野由佳 主演のショートムービー「素敵に餃子道」の制作にも携わる。
映画制作にも力いれており、大塚寧々主演の映画「ソーゾク」の制作委員会にも入っている。

## 沿革
布施博が役員となり、2015年4月に東京都新宿区三栄町にて設立。サンアクターズスクールなど演技レッスンのスクールなどを運営しながら、新人俳優・女優を輩出。現在は、オーディションに合格した新人をスクールにて演技指導しつつ、舞台に映画やドラマなどで活躍できる俳優・女優を育てている。2021年春より、ライブ配信「ミクチャ」にて、大矢真那がプロデュースするアイドルグループや、横浜ビール地元応援大使、NEO Premium Cocktail イメージガールのオーディションなどを手掛けて、新人発掘に力をいれている。
また、夏川陽向や関秀斗、加藤怜など、ABEMA 恋愛バラエティ番組「シャッフルアイランド」に出演する若手俳優を輩出している。
ライブ配信のオーディションにて結成されたアイドルグループ「it’s sunny」「JADE」は、2022年、2023年のTIFにそれぞれ出演している。

## 所属する人物

### 女性
- 大矢真那
- 水瀬まなみ
- 天野春香
- 山口穂花
- 中野優希
- 川添りな
- 蒼葉 ちえ
- きょろ
- 雪平 明日香
- 真仲玲

### 男性
- 布施博
- 渡邊希望
- 小松大介
- 山口友紀
- 的場久純
- 山口温志
- 小島光
- 藤森 海
- 関秀斗
- 司馬侑徳
- 黒川祐樹
- 矢野孝太郎
- 中村克晟

### アイドルユニット
it's sunny
- 石成若菜
- 大柄心乃
- 樗木愛実
- 小竹めい
- 北村明利
- 鈴川侑奈
- 福田有紀
- 牧野凛々沙
- 松尾美侑
- 山田佳乃子

JADE
- 桜田 実結
- 白田 美月
- 高原 つぐみ
- 岩崎 しおん
- 栗田 桃伽
- 原賀 茉美

CITRUS

### 湘南ベルマーレクイーン
- 2017年ベルマーレクイーン
- 2018年ベルマーレクイーン
- 2020年ベルマーレクイーン
- 2021年ベルマーレクイーン
- 2022年ベルマーレクイーン
- 2023年ベルマーレクィーン

### アーティスト
- 薗田佳煇

### クリエーター
- 小岩伸也

### 文化人
- 佐野慈紀
- 末吉利啓
- 坂本憲彦
- 城谷 歩
- 北牧 雅文

### プロレスラー
- 末吉利啓
- 梅沢菊次郎

### 業務提携
- 冨田麻友
- 図師 英嗣
- 右手ナギ

### 業務提携会社
- ファルーカ株式会社

福岡のモデル事務所ファルーカ株式会社と業務提携をしている。

## 過去所属人物
- 花瀬琴音
- 矢部美穂
- 宮前杏実
- 篠崎彩奈
- 三浦結加
- 梅木杏歌
- 門上華子